# Püspökladány
Püspökladány ist eine ungarische Stadt im gleichnamigen Kreis im Komitat Hajdú-Bihar.

## Geografie
Der Hortobágy-Berettyó fließt entlang der Gemeindegrenze zu Karcag. Püspökladány grenzt an die Komitate Jász-Nagykun-Szolnok und Békés sowie an folgende Gemeinden:
|             | Nádudvar                                    |        |
| Karcag (JN) | Kompassrose, die auf Nachbargemeinden zeigt | Kaba   |
| Bucsa (BE)  | Szerep Sárrétudvari                         | Báránd |

## Geschichte
Die ersten menschlichen Siedlungsspuren sind ca. 4.000 Jahre alte Katakombengräber. Vereinzelte Funde auf dem Gemeindegebiet können den Árpáden zugeordnet werden, sie sind auf den Zeitraum zwischen dem 10. und dem 11. Jahrhundert datiert. Die erste schriftliche Erwähnung stammt aus dem Jahr 1351, damals noch unter Ladan aufgeführt.
In Püspökladány lebten 1941 552 Juden, das waren ungefähr 4 % der Bevölkerung. Diese wurden im Mai 1944 ghettoisiert und über das Ghetto in Debrecen in deutsche Konzentrationslager deportiert.

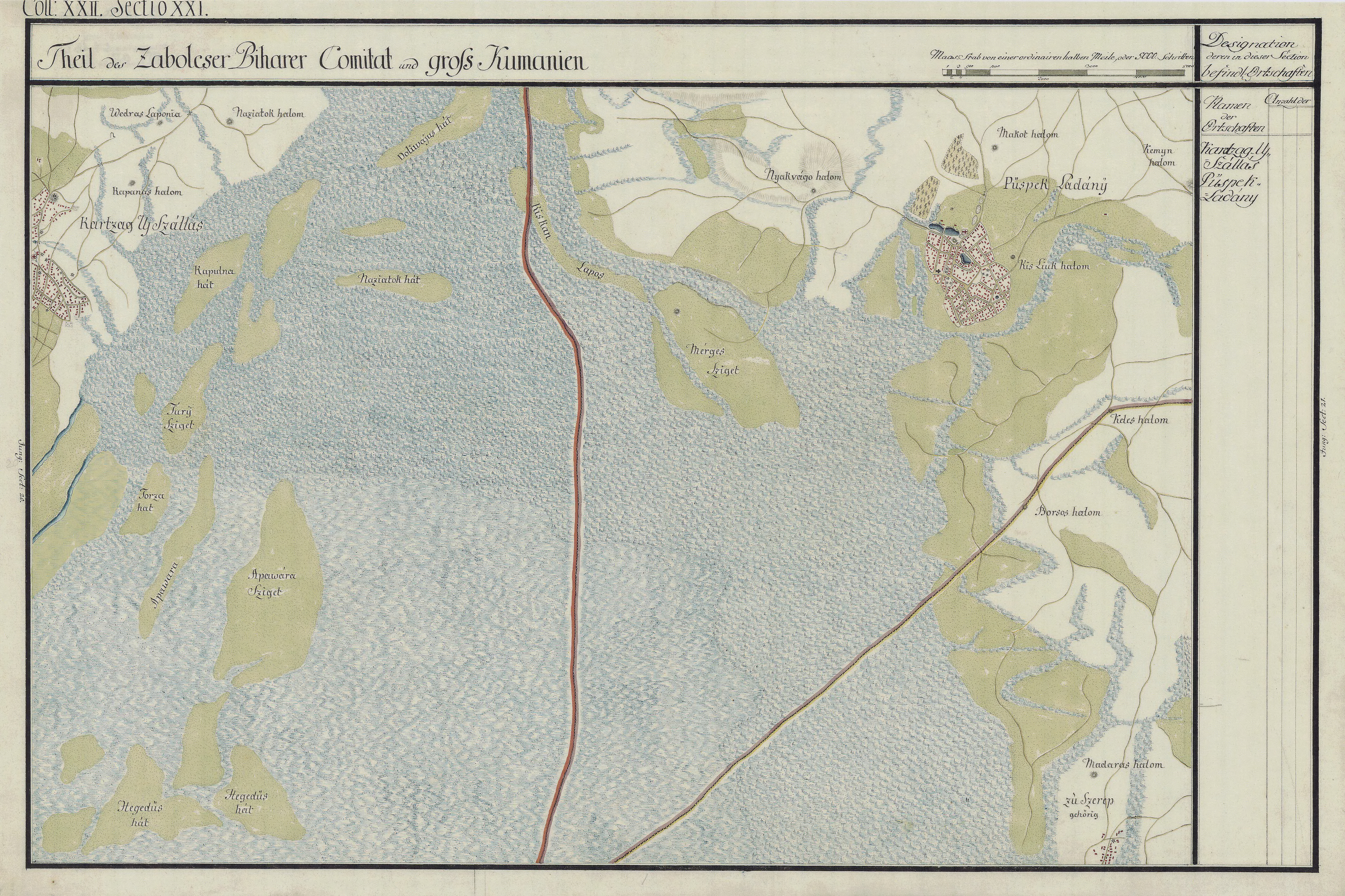
Püspek Ladánÿ (rechts oben) um 1782 (Aufnahmeblatt der Josephinischen Landesaufnahme)
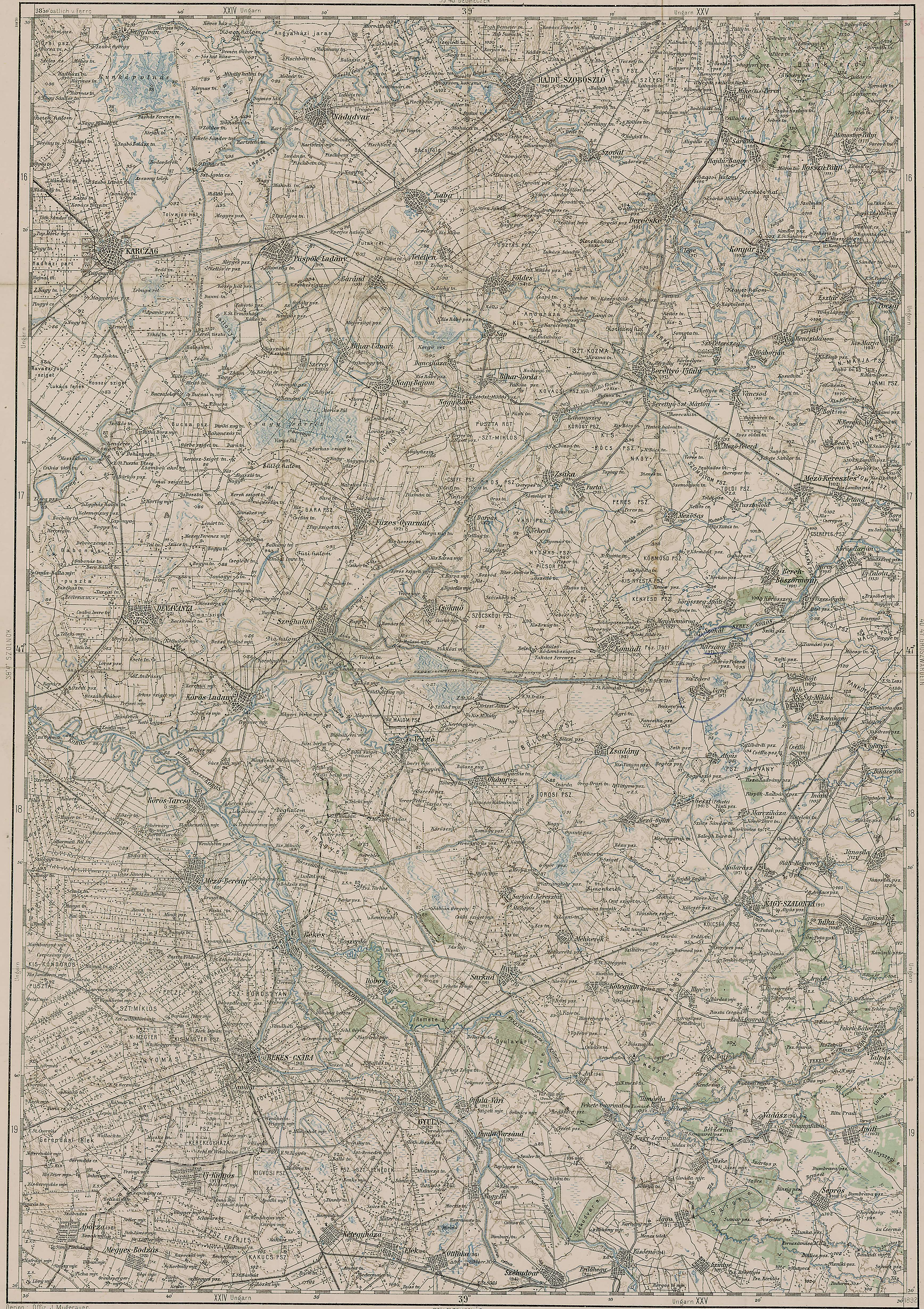
Püspök-Ladány (N 47° 19'; O 38° 47') um 1892 (Aufnahmeblatt der Franzisco-Josephinischen Landesaufnahme)

## Verkehr
Durch die Stadt führt die Europastraße 60 von der sowohl die Hauptstraße 42 nach Ártánd abzweigt als auch die Europastraße 573 nach Uschhorod. Püspökladány liegt an der Bahnstrecke Szolnok–Debrecen sowie an den Strecken nach Szeghalom und nach Oradea.

## Gemeindepartnerschaften
Püspökladány unterhält Partnerschaften mit folgenden Städten und Gemeinden:
- Hämeenlinna, Finnland, seit 1987
- Fischamend, Österreich, seit 1989
- Ghindari im Kreis Mureș, Rumänien, seit 1993
- Hattem, Niederlande, seit 1993
- Krasnystaw, Polen, seit 2007
- Solowka (Соловка), Ukraine, seit 2019